# Chambre de commerce et d'industrie de Maine-et-Loire
La chambre de commerce et d'industrie de Maine-et-Loire est la chambre de commerce et d'industrie (CCI) du département de Maine-et-Loire. Son siège est à Angers au 8, boulevard du Roi-René.
Elle possède 2 antennes territoriales : Cholet et Saumur.

## Missions
C'est un organisme chargé de représenter les intérêts des entreprises commerciales, industrielles et de service de Maine-et-Loire et de leur apporter certains services. C'est un établissement public qui gère en outre des équipements au profit de ces entreprises.
Comme toutes les CCI, elle est placée sous la double tutelle du Ministère de l'Industrie et du Ministère des PME, du Commerce et de l'Artisanat.

### Service aux entreprises
- Centre de formalités des entreprises
- Assistance technique au commerce
- Assistance technique à l'industrie
- Assistance technique aux entreprises de service
- Point A (apprentissage)

### Gestion d'équipements
- Port fluvial de commerce d'Angers.

### Centres de formation
- CCI Angers Formation (Certification ISO 9001).
- Centre de formation d'apprentis

## Historique
- 29 mars 2007 : Décret de création de la chambre de commerce et d'industrie de Maine-et-Loire réunissant la chambre de commerce et d'industrie du Choletais, la chambre de commerce et d'industrie de Saumur et la chambre de commerce et d'industrie d'Angers.
- 21 décembre 2007 : Inauguration de la nouvelle CCI. Son président est Joël Blandin, ancien président de la chambre de commerce et d'industrie d'Angers.

## Pour approfondir